# Open de Andalucía 2010

Het Open de Andalucia de Golf is een golftoernooi dat deel uitmaakt van de Europese PGA Tour. En dat werd gewonnen door Louis Oosthuizen
Het Open de Andalucia is het eerste toernooi van het seizoen dat in Europa gespeeld werd en is van 25 - 28 maart 2010 gespeeld op de Parador de Málaga Golf Club in Málaga. De par van de baan is 70. Het prijzengeld was € 1.000.000.
Doordat Louis Oosthuizen het toernooi won, kwam hij in de top-50 van de World Golf Ranking en kwalificeerde hij zich voor de Masters, die in april 2010 gespeeld werd.

## Verslag
Maarten Lafeber, Taco Remkes en Inder van Weerelt doen achteraf niet mee.

#### Ronde 1 en 2
Na ronde 1 staan 51 spelers onder par, Søren Kjeldsen en Paul Lawrie staan aan de leiding met -5, Joost Luiten heeft -4 en deelt de derde plaats met Mark Brown, Julien Guerrier, Bradley Dredge, Daniel Vancsik, Ignacio Garrido en Phillip Archer.
Derksen heeft in ronde 2 een score van 65 binnengebracht en is naar de 4de plaats gestegen. Deze deelt hij met vier andere spelers. Luiten maakte 69 en staat nu 14de. Er zijn twee nieuwe leiders: Louis Oosthuizen en Sam Hutsby, beiden noteerden 67-63. Colsaerts heeft de cut met een slag gemist, beide Nederlanders hebben zich voor het weekend gekwalificeerd.

#### Ronde 3
14:30 uur: Het is maar 14 graden in Malaga. Thomas Levet is net binnen. Zijn score van 63 brengt hem voorlopig op de 3de plaats.

17:00 uur: Joost Luiten is net binnen en heeft -2 gemaakt. Daarmee staat hij nu op de 16de plaats. Derksen heeft vandaag -4 gemaakt en moet nog 2 holes spelen.

Aan het einde van de derde ronde staat Oosthuizen alleen aan de leiding met -14. Derksen heeft een mooie score binnengebracht en staat nu op een gedeeld 5de plaats met -10.

#### Ronde 4
Louis Oosthuizen heeft sinds de tweede ronde aan de leiding gestaan en die niet meer uit handen gegeven. Hij heeft zijn voorsprong goed uitgebreid en zijn eerste overwinning op de Europese Tour behaald. Robert-Jan Derksen en Joost Luiten hebben ook een mooi toernooi gehad. Zij hebben geen enkele ronde boven par gespeeld.
| Nr | Naam                      | R1 | Score | Nr | R2 | Score | Totaal | Nr | R3 | Score | Totaal | Nr | R4 | Score | Totaal |
| -- | ------------------------- | -- | ----- | -- | -- | ----- | ------ | -- | -- | ----- | ------ | -- | -- | ----- | ------ |
| 1  | Louis Oosthuizen          | 67 | -3    | 10 | 63 | -7    | -10    | 1  | 66 | -4    | -14    | 1  | 67 | -3    | -17    |
| 2  | Peter Whiteford           | 67 | -3    | 10 | 63 | -7    | -10    | 1  | 70 | par   | -10    | 5  | 66 | -4    | -14    |
| 2  | Richard Finch             | 68 | -2    | 18 | 65 | -5    | -7     | 4  | 66 | -4    | -11    | 4  | 67 | -3    | -14    |
| 4  | Francesco Molinari        | 68 | -2    | 18 | 68 | -2    | -4     | 21 | 65 | -5    | -9     | 8  | 67 | -3    | -11    |
| 4  | Robert Coles              | 69 | -1    | 37 | 65 | -5    | -6     | 9  | 63 | -7    | -13    | 2  | 71 | +1    | -12    |
| 6  | Søren Kjeldsen            | 65 | -5    | 1  | 67 | -3    | -8     | 3  | 69 | -1    | -9     | 8  | 68 | -2    | -11    |
| 6  | Joost Luiten              | 66 | -4    | 3  | 69 | -1    | -5     | 14 | 68 | -2    | -7     | 16 | 66 | -4    | -11    |
| 6  | James Morrison            | 71 | +1    | 68 | 63 | -7    | -6     | 9  | 70 | par   | -6     | 19 | 65 | -5    | -11    |
| 6  | Jamie Donaldson           | 67 | -3    | 10 | 69 | -1    | -4     | 21 | 67 | -3    | -7     | 16 | 66 | -4    | -11    |
| 6  | Gonzalo Fernández-Castaño | 68 | -2    | 18 | 66 | -4    | -6     |    | 67 | -3    | -9     | 8  | 68 | -2    | -11    |
| 6  | Gabriel Cañizares         | 69 | -1    | 37 | 64 | -6    | -7     | 4  | 65 | -5    | -12    | 3  | 71 | +1    | -11    |
| 12 | Robert-Jan Derksen        | 68 | -2    | 18 | 65 | -5    | -7     | 4  | 67 | -3    | -10    | 5  | 70 | par   | -10    |
| 12 | Sam Hutsby                | 67 | -3    | 10 | 63 | -7    | -10    | 1  | 70 | par   | -10    | 5  | 70 | par   | -10    |
| 17 | Thomas Levet              | 69 | -1    | 37 | 70 | par   | -1     | 52 | 63 | -7    | -8     | 12 | 69 | -1    | -9     |
| MC | Nicolas Colsaerts         | 68 | -2    | 18 | 73 | +3    | +1     |    |    |       |        |    |    |       |        |

Gabriel Cañizares maakte de eerste albatros van het Tour-seizoen. Tijdens ronde 2 maakte hij een 2 op de par-4 12de hole. Een dag later maakte hij weer een albatros, ditmaal een 3 op de par-5 14de hole.
Paul Waring heeft het toernooirecord van 62 gemaakt maar is op de 26ste plaats geëindigd.
Het Estoril Open de Portugal, dat volgende week op de Penha Longa Golf Club bij Estoril gespeeld zou worden, is geannuleerd. De week daarna zijn de Masters en het Madeira Island Open.

## De spelers
Er doen vijf Nederlanders mee, Wil Besseling, Robert-Jan Derksen, Maarten Lafeber, Joost Luiten en Inder van Weerelt. Twee van de drie voormalige winnaars staan ook op de lijst, Søren Kjeldsen (2009) en Thomas Levet (2008). Andrew Oldcorn won in 1993 de Turespaña Masters, die toen tijdelijk ook het Open de Andalucia werd genoemd. Paul McGinley doet mee, nadat hij hersteld is van zijn zesde knieoperatie. Het spelersveld bestaat uit:

| - Felipe Aguilar - Fredrik Andersson Hed - Phillip Archer - Jesus Maria Arruti - Peter Baker - Benn Barham - Seve Benson - Wil Besseling - John Bickerton - Thomas Bjørn - Richard Bland - Grégory Bourdy - Gary Boyd - Markus Brier - Paul Broadhurst - Andrew Butterfield - Rafael Cabrera Bello - Ariel Cañete - Alejandro Cañizares - Gabriel Cañizares - Emanuele Canonica - Magnus A. Carlsson - Clodomiro Carranza - Marc Cayeux - Christian Cévaër - S S P Chowrasia - Gary Clark - George Coetzee - Robert Coles - Nicolas Colsaerts - Andrew Coltart - Michael Curtain - Rhys Davies - Carlos Del Moral - François Delamontagne - Robert-Jan Derksen - Robert Dinwiddie - David Dixon - Chris Doak - Stephen Dodd - Jamie Donaldson - Nick Dougherty - Bradley Dredge - Scott Drummond | - David Drysdale - Simon Dyson - Rafa Echenique - Pelle Edberg - Jamie Elson - Klas Eriksson - Martin Erlandsson - Niclas Fasth - Gonzalo F'dez-Castaño - Kenneth Ferrie - Oliver Fisher - Alastair Forsyth - Mark Foster - David Frost - Lorenzo Gagli - Stephen Gallacher - Chris Gane - Alfredo García Heredia - Ignacio Garrido - Jean-Baptiste Gonnet - Ricardo González - Estanislao Goya - Stephan Gross Jr. - Julien Guerrier - José Gutierrez - Mark F Haastrup - Joakim Haeggman - Anton Haig - Anders Hansen - Søren Hansen - Peter Hanson - Grégory Havret - Benjamin Hébert - Peter Hedblom - Oskar Henningsson - Michael Hoey - David Horsey - David Howell - Jeppe Huldahl - Sam Hutsby - Raphaël Jacquelin - Steven Jeppesen - Miguel Angel Jiménez - Eirik Tage Johansen | - Per-Ulrik Johansson - Michael Jonzon - James Kamte - Simon Khan - James Kingston - Simon Khan - Søren Kjeldsen - Maarten Lafeber - Barry Lane - José Manuel Lara - Pablo Larrazábal - Paul Lawrie - Peter Lawrie - Thomas Levet - José-Filipe Lima - Pedro Linhart - Sam Little - Gary Lockerbie - Michaël Lorenzo-Vera - Jean-François Lucquin - Joost Luiten - Santiago Luna - Mikael Lundberg - David Lynn - Callum MacAulay - Stuart Manley - Pablo Martín - Richard McEvoy - Paul McGinley - Ross McGinley - Damien McGrane - Andrew McLardy - John Mellor - Matthew Millar - Francesco Molinari - Colin Montgomerie - Gary Murphy - Åke Nilsson - Alexander Nóren - Steven O'Hara - Fredrik Ohlsson - José María Olazabal - Andrew Oldcorn - Louis Oosthuizen - Wade Ormsby - Gary Orr | - Hennie Otto - John Parry - Gabriel Perez - Chinnarat Phadungsil - Phillip Price - Julien Quesne - Manuel Quiros - Richie Ramsay - Taco Remkes - Eduardo de la Riva - Alexandre Rocha - Robert Rock - Carlos Rodiles - Marco Ruiz - James Ruth - Jarmo Sandelin - Zane Scotland - Marcel Siem - Patrick Sjøland - Lee Slattery - Anthony Snobeck - Graeme Storm - Carl Suneson - Alessandro Tadini - Andrew Tampion - Simon Thornton - Miles Tunnicliff - Daniel Vancsik - Alvaro Velasco - Jean van de Velde - Simon Wakefield - Anthony Wall - Paul Waring - Marc Warren - Steve Webster - Inder van Weerelt - Bernd Wiesberger - Peter Whiteford - Danny Willett - Chris Wood - Fabrizio Zanotti |